# Ammoniden

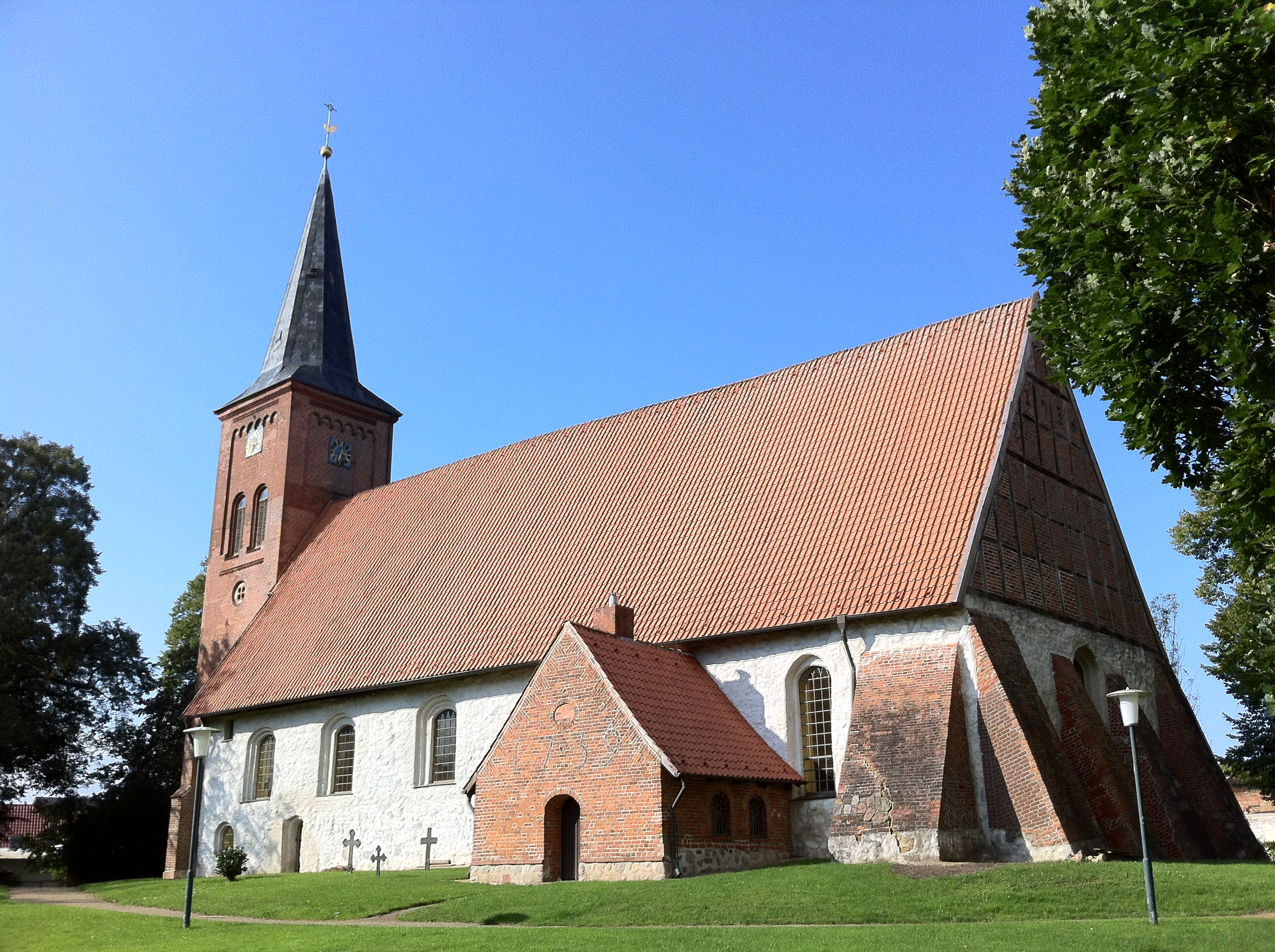
Die Vicelinkirche St. Jacobi in Bornhöved wurde 1149 – zur Zeit der Herrschaft der Ammoniden – geweiht.

Die Ammoniden waren ein kurzlebiges holsteinisches Adelsgeschlecht im Heiligen Römischen Reich. Es handelte sich um eine unmittelbar an der Grenze zur Germania Slavica in der Gegend um Neumünster grundherrlich angesessene, altfreie Familie.
Hauptsitz der Familie war ein Landgut in Bornhöved. Darüber hinaus gehörten sechs Höfe bei Arpsdorf zu ihrem Besitz.

## Geschichte
Ahnherr und Namensgeber des Geschlechtes war ein gewisser Vogt Ammo oder Ammon, der über ein Lehen in Bremen verfügte. Nach seinem Tod zog der Erzbischof von Hamburg-Bremen, Adalbero, dieses als erledigt ein und lieh es an die Stadt Neumünster. Dagegen wehrten sich allerdings Ammos Sohn Marcrad I. und Enkel Marcrad II., die ihr Lehnserbrecht – also ihren schöffenbarfreien Stand, das heißt ihren adeligen Heerschild – geltend machten. Beide waren als Overboden Führer des holsteinischen Volksadels und stellten zeitweise für die ersten als Landfremde eingesetzten Grafen von Holstein und Stormarn eine starke Bedrohung dar – gleichzeitig unterstützten sie diese jedoch auch. So war Marcrad I. 1139 maßgeblich an der gewaltsamen Vertreibung der Slawen aus Wagrien beteiligt, in deren Folge das Gebiet der Grafschaft Holstein angegliedert werden konnte. Ab 1164 waren er sowie der Holsteiner Bruno gemäß dem letzten Willen des holsteinischen Grafens Adolf II. sogar als Vormünder für dessen Sohn Adolf III. eingesetzt. Als solche führten sie als Regenten des Landes in seinem Namen unter anderem eine Schlacht bei Preetz gegen den südjütländischen Herzog Christoph, den unehelichen Sohn des dänischen Königs Waldemar I. Die Schlacht endete unentschieden.
Beide Overboden waren über mehrere Jahrzehnte mit dem sächsischen Herzog Heinrich der Löwe verbündet, was sich letztlich im Konflikt um dessen Absetzung als fatal für das Geschlecht erwies. Marcrad II. wurde von ihm als Kommandant entweder der Siegesburg in Bad Segeberg oder einer Burg in Plön eingesetzt. Heinrich wollte im Jahr 1181 mit Unterstützung durch Marcrads Hofstaat die von kaisertreuen Grafen besetzte Festung Ratzeburg zurückerobern. Dies konnte allerdings wegen Zeitknappheit nicht verwirklicht werden, da das Heer des Kaisers Friedrich I. „Barbarossa“ zu rasch näher rückte. Schließlich kam es zur Belagerung der Stadt Lübeck, die ebenfalls Heinrich die Treue hielt. Der zeitgenössische Chronist Arnold von Lübeck berichtet, dass sich währenddessen auch Marcrad II. innerhalb der Stadt aufhielt. Letztlich setzte sich Friedrich I. im Konflikt durch. Marcrad II. wurde vom holsteinischen Grafen Adolf III. – dem ehemaligen Mündel seines Vaters – vertrieben und suchte in der dänischen Stadt Schleswig Exil. Es ist davon auszugehen, dass die Ammoniden bald nach dem Tod Marcrad II., der spätestens 1190 datiert wird, im Mannesstamm ausstarben.
Nach Meinung des Historikers Paul von Hedemann-Heespen waren jedoch die erstmals 1240 urkundlich genannten Ritter und Herren von Westensee Nachfahren der Ammoniden. Dienstmannen und möglicherweise Verwandte der Ammoniden könnten die von Ahlefeld(t) und die stammesgleichen von Rumohr gewesen sein, bei denen u. a. die Vornamen Schack, Heinrich, Otto und Marquard gebräuchlich waren, die auch die Ammoniden verwendeten; ferner liegt das Gut Rumohr nahe bei Bornhöved.

## Wichtige Familienmitglieder
1. Ammo[n] († ~ 1120er Jahre), Vogt
  1. Marcrad I. (bl. 1127–1170), Overbode
    1. Marcrad II. (bl. 1148–1181/1182 oder 1190), Overbode
      1. Thanbrigge (bl. bis 1224) ⚭ Hugo von Hildesheim
      2. Unbekannte Tochter, wurde Nonne in Hildesheim

    2. Unbekannter Sohn (bl. 1148)